# Alberto Mielgo
Alberto Mielgo (Madrid, 29 aprile 1979) è un direttore artistico dell'animazione e regista spagnolo, meglio noto per gli episodi La testimone e Jibaro della serie animata Love, Death & Robots.
Nel 2022 ha vinto l'Oscar al miglior cortometraggio d'animazione con The Windshield Wiper.

## Biografia
Nato in Spagna e cresciuto tra Asia ed Europa, Mielgo comincia a lavorare come animatore prima di passare alla direzione artistica di videogiochi ed esibizioni "dal vivo" dei Gorillaz. Gli vengono anche commissionati in fase di scrittura alcuni concept visivi per Harry Potter e i Doni della Morte - Parte 1 che verranno poi utilizzati nel film.
Nel 2012 è il principale direttore artistico di Tron - La serie, che utilizza uno stile d'animazione misto tra l'animazione 2D e quella in CGI. Lavorando a stretto contatto col regista della serie Charlie Bean, vi ha cercato di «creare uno stile specifico [...] mai visto prima in TV o al cinema». Mielgo ha vinto un Primetime Emmy Award l'anno seguente per la sua direzione artistica dell'episodio Lo straniero.
Nel 2015 viene assunto dalla Sony Pictures Animation per lavorare come scenografo e direttore artistico al film Spider-Man - Un nuovo universo: nel suo periodo lì, Mielgo crea un'animazione di prova per definire il tono e lo stile del progetto. Nonostante di questa prova verranno completate solo alcune inquadrature, secondo Daniel Caylor, uno degli animatori del film, essa è stata molto visionata dalle persone che hanno lavorato al progetto in seguito all'abbandono di Mielgo ed è stata loro d'ispirazione nella produzione del film, che ha finito per vincere l'Oscar al miglior film d'animazione nel 2019.
Lo stesso anno Mielgo fa il suo esordio alla regia scrivendo e dirigendo per Netflix l'episodio La testimone della serie antologica d'animazione Love, Death & Robots, per cui ha vinto altri due Emmy. Nel 2021 presenta il suo cortometraggio The Windshield Wiper, a cui ha lavorato per cinque anni, alla Quinzaine des Réalisateurs del 74º Festival di Cannes, vincendovi l'Oscar al miglior cortometraggio d'animazione l'anno seguente. Sempre nel 2022, realizza un altro episodio per Love, Death & Robots, Jibaro della terza stagione.

## Filmografia

### Direttore artistico
- The Beatles: Rock Band – videogioco (2009)
- Tron - La serie (Tron: Uprising) – serie TV, 6 episodi (2012)
- Spider-Man - Un nuovo universo (Spider-Man: Into the Spider-Verse), regia di Bob Persichetti, Peter Ramsey e Rodney Rothman (2018) - visual consultant[8]
- Love, Death & Robots – serie TV, episodi 1x08-3x09 (2019-2022)
- The Windshield Wiper – cortometraggio (2021)

### Regista
- Love, Death & Robots – serie TV, episodi 1x08-3x09 (2019-2022)
- Watch Dogs: Legion – cortometraggio promozionale per Watch Dogs: Legion (2020)
- The Windshield Wiper – cortometraggio (2021)

### Sceneggiatore
- Love, Death & Robots – serie TV, episodi 1x08-3x09 (2019-2022)
- The Windshield Wiper – cortometraggio (2021)

### Scenografo
- Love, Death & Robots – serie TV, episodi 1x08-3x09 (2019-2022)

### Sound designer
- Love, Death & Robots – serie TV, episodi 1x08-3x09 (2019-2022)
- The Windshield Wiper – cortometraggio (2021)

### Animatore
- Gli Abrafaxe e i pirati dei Caraibi (Die Abrafaxe - Unter schwarzer Flagge), regia di Gerhard Hahn e Tony Power (2001)
- Sinbad - La leggenda dei sette mari (Sinbad: Legend of the Seven Seas), regia di Patrick Gilmore e Tim Johnson (2003)
- La leggenda di Till, il re e l'uovo d'oro (Till Eulenspiegel), regia di Eberhard Junkersdorf (2003)
- El Cid - La leggenda (El Cid: La leyenda), regia di José Pozo (2003)

## Riconoscimenti
- Premio Oscar
  - 2022 - Miglior cortometraggio d'animazione per The Windshield Wiper
- Premio Emmy
  - 2013 - Miglior risultato individuale nell'animazione per Lo straniero (Tron - La serie)
  - 2019 - Miglior programma d'animazione di breve durata per La testimone (Love, Death & Robots)
  - 2019 - Miglior risultato individuale nell'animazione per La testimone (Love, Death & Robots)
- Annie Award
  - 2013 - Miglior direzione artistica in una produzione televisiva per Lo straniero (Tron - La serie)
  - 2020 - Miglior direzione artistica in una produzione televisiva per La testimone (Love, Death & Robots)
- Festival internazionale del film d'animazione di Annecy
  - 2020 - Candidatura alla miglior produzione televisiva per La testimone (Love, Death & Robots)